# Giang Tân
Giang Tân (chữ Hán giản thể:江津区, Hán Việt: Giang Tân khu) là một quận thuộc thành phố trực thuộc trung ương Trùng Khánh, Cộng hòa Nhân dân Trung Hoa. Quận này nằm ở bên bờ Trường Giang, tây nam Trùng Khánh. Quận này có giao thông thủy thuận lợi. Về mặt hành chính, quận Giang Tân được chia ra thành 3 nhai đạo: Kỷ Giang, Đức Cảm, Chi Bình và 23 trấn.